# 江西填湖広
江西填湖広（「江西、湖広を填む」 こうせいここうをはむ、または「江西、湖広を填たす」 こうせいここうをみたす）とは、元末明初の中国で起こった大規模な移民運動。大量の江西省出身者が湖広行省（後の湖南省と湖北省）へと移民し、地方の文化や言語に与えた影響は甚大なものがあった。

## 概説
人口の多い江西から人口希薄だった湖南・湖北方面へは長年移住の波があったが、この時代の移民運動のきっかけになったのは、元末明初に起こった大戦乱（紅巾の乱など）で湖広において略奪や殺戮が起こり人口が激減したことであった。この時期に湖南の大都市である長沙も殺戮に見舞われたが、これについて次のような逸話が伝わっている。
朱元璋が明の皇帝となった際に、各地から多数の人々が首都南京に慶賀に訪れた。応対に疲れた皇帝は、各地方の人馬に対し順番に上京するよう命令した。ある隊列が長沙に着いた時、「歇息三天」（三日間休め）という命令が下されたが、誤って「血洗三天」（三日間血祭りに上げろ）と伝わった。長沙周辺で大虐殺が起こり、人口は激減し人煙も稀となってしまった。数年後、江西から来た青年男女が長沙に移住し再建を始め、後代まで繁栄したという。この伝説に対しては、陳友諒を支援した長沙周辺の人々に対し、朱元璋が報復を行ったことを反映しているとの見方もある。
長沙人は江西人を「老表」（江西で同郷人の意味）と呼び、江西人を親戚のように見ている。
湖広からは、さらに元末明初と明末清初の二回、同じく戦乱で人口が激減した四川省や陝西省へ大規模な人口移動が起こった（湖広填四川）。江西人は長江の中流へ、さらに上流にまで移住していったことになる。